# Facundo Quiroga
Ne pas confondre avec Juan Facundo Quiroga, caudillo argentin.
Facundo Hernán Quiroga, né le 10 janvier 1978 à San Luis, est un footballeur argentin. Il évolue pendant sa carrière comme défenseur central et latéral droit.
Il compte seize sélections avec l'équipe nationale argentine, entre 2002 et 2004.

## Carrière en club
Quiroga commence sa carrière à Newell's Old Boys en championnat d'Argentine en 1997. L'année suivante, il est transféré au Sporting Clube de Portugal, où il joue six saisons, entrecoupées par un prêt au SSC Naples en 2000-2001. Il remporte avec le club de Lisbonne le championnat en 2000, au côté de son compatriote Aldo Duscher. Il gagne à nouveau le championnat en 2002. En Italie, il connaît avec le club napolitain une relégation en Serie B.
En 2004, Quiroga est transféré au VfL Wolfsburg en Allemagne, où il rejoint plusieurs compatriotes comme Andrés D'Alessandro et Diego Klimowicz. Titulaire régulier pendant trois saisons, il perd ensuite sa place et retourne en Argentine, à River Plate, en 2008. 
Deux ans plus tard, il signe à Huracán, puis l'année suivante à All Boys. Il prend sa retraite sportive en 2013.

## Carrière internationale
Quiroga dispute 16 rencontres avec l'équipe nationale argentine. Il fait ses débuts le 17 avril 2002 en amical face à l'Allemagne (1-0), mais n'est pas retenu pour la Coupe du monde deux mois plus tard. Il participe par contre à la Copa América 2004.

## Palmarès
- Champion du Portugal en 2000 et 2002 avec le Sporting Lisbonne
- Vainqueur de la Coupe du Portugal en 2002 avec le Sporting Lisbonne
- Vainqueur de la Supercoupe du Portugal en 2002 avec le Sporting Lisbonne